# Bernat de Castelló
Bernat de Castelló (? — ?) fou bisbe d'Urgell (1195 - 1198).
És un dels bisbes que té menys documentació, de fet, no se sap res sobre la seva obra i vida com a bisbe si bé se sap que fou breu (3 anys com a màxim). Es desconeixen les dates exactes en que va néixer i morir. Es mencionat per primera vegada al 1195 com a bisbe d'Urgell a la Seu d'Urgell i per darrera vegada cap al 1198, quan ja es parla del seu successor, Bernat.